# Periodo amburghese dei Beatles
Con Periodo amburghese dei Beatles ci si riferisce a una periodo di tempo dove la formazione originale dei Beatles (Lennon, McCartney, Harrison, Sutcliffe e Best) si esibiva regolarmente in locali differenti ad Amburgo, Germania Ovest, tra agosto del 1960 e maggio del 1962. Si tratta di un capitolo importante nella storia del gruppo, che infatti aumentò la loro popolarità e li portò ad essere scoperti da Brian Epstein, e a pubblicare Please Please Me.
Nel 1962 Stuart Sutcliffe decise di abbandonare il gruppo e il suo posto fu preso da Ringo Starr, che prenderà anche il posto di Best. Poco dopo Harrison fu rimpatriato perché ancora minorenne e gli altri membri furono espulsi dopo un'accusa di aver appiccato un incendio.

## Contesto

### Amburgo negli anni '60
Amburgo era stata dai tempi della sua fondazione il porto più importante della Germania, ma dopo i bombardamenti americani del 1943 fu ridotta alle macerie, successivamente la città riuscì a rialzarsi economicamente ma si guadagnò una reputazione di città criminale. Inoltre Gran Bretagna e Germania si consideravano ancora nemiche, pensiero che finì con l'ondata di musicisti inglesi che visitarono proprio la città (vedasi British invasion).
(Tony Sheridan)

### L'arrivo dei Beatles
I Beatles si erano formati a Liverpool nel 1956 sotto il nome di The Quarrymen, iniziando ad esibirsi in luoghi cittadini come lo Jaracanda o il Casbah Club, loro meta principale, e avevano iniziato a diventare localmente popolari dopo aver partecipato come supporto a un tour con Johnny Gentle chiamato Beat Ballad Show Tour, fu attraverso questa interazione che incontrarono il loro primo manager Allan Williams.
Egli era già manager di molti gruppi, e ne aveva mandato uno ad Amburgo (Derry and the Seniors), vedendo che stavano avendo successo decise di mandarne un altro e ingaggiò proprio i Beatles.
La band dovette prima trovare un batterista, e la ricerca fu lunga. Alla fine fu scelto Pete Best, già batterista della band The Blackjacks in cui aveva fatto parte anche Lennon e proprietario del Casbah Club attraverso sua madre, quest'ultimo era un batterista ben noto nella zona di Liverpool e accettò la richiesta dei Beatles, saltando i suoi ultimi esami del college per andare con loro.
I Beatles furono assegnati all'Indra Club, sito nel quartiere di St. Pauli, uno dei posti più pericolosi della città, i tutori di Paul e John erano inizialmente riluttanti nel lasciar andare i figli ma loro riuscirono a convincerli. Dopo una breve audizione di Best la band fu caricata su un furgone Morris Commercial J4 che da Liverpool andò ad Harwich, poi per mezzo di un battello attraccarono ad Hoek van Holland e poi infine nella città tedesca. I Fab Five e il manager furono accompagnati dalla sua famiglia, Lord Woodbine e degli interpreti tedesco-inglesi, rendendo il viaggio scomodo, ma riuscirono a lasciare l'Inghilterra sebbene tecnicamente non avessero ottenuto i permessi necessari, che ottennero direttamente lì.

## Nei club amburghesi

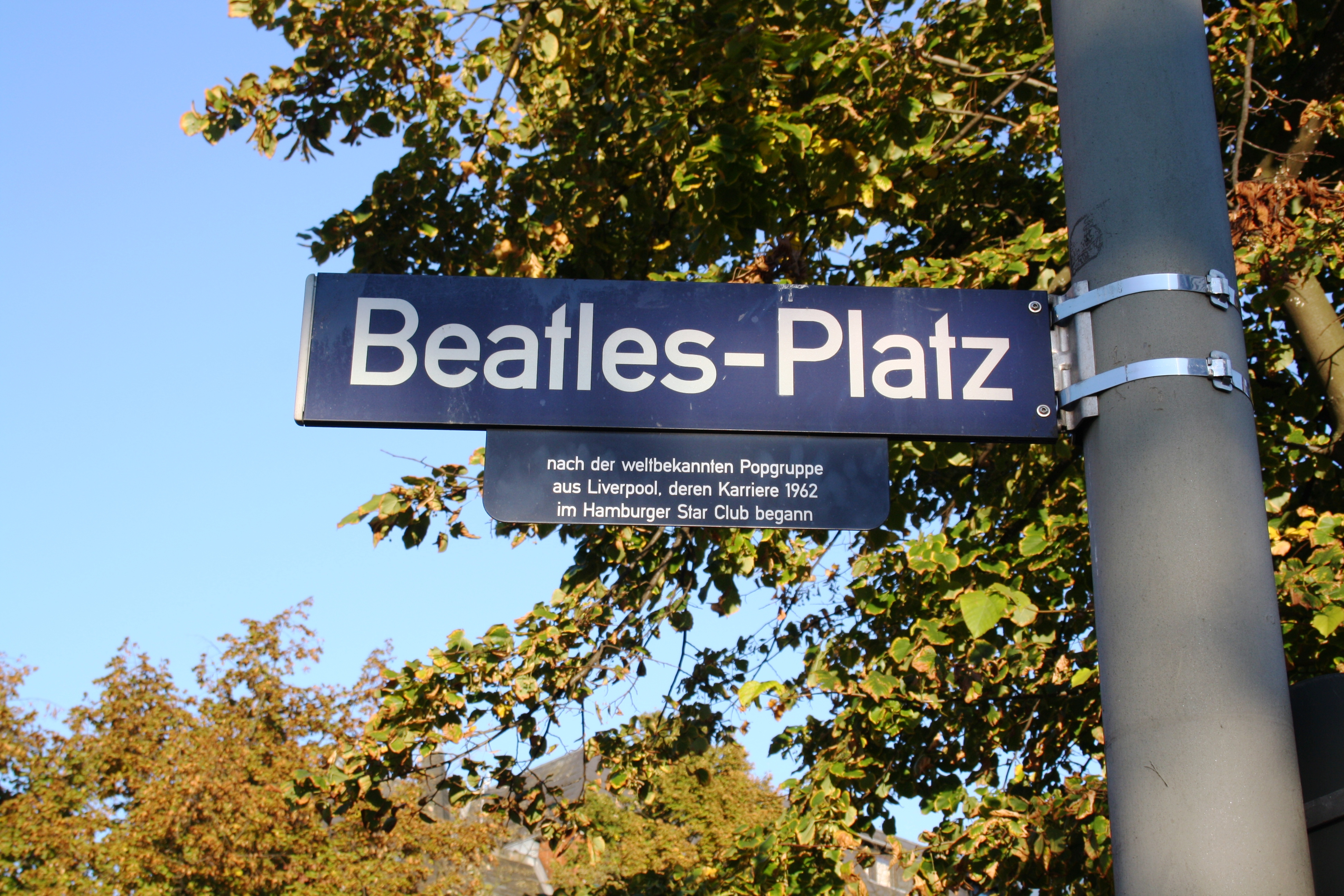
Piazza Beatles ad Amburgo.

### Indra Club
I Beatles arrivarono ad Amburgo nelle prime ore del 17 agosto 1960, ma trovarono l'Indra Club chiuso e si riposarono in un club vicino per poi esibirsi la sera stessa.
La loro residenza nuova era il Bambi Kino, un vecchio cinema sulla Reeperbahn dove le condizioni erano pessime (lavoravano e dormivano nel ripostiglio del cinema accanto ai bagni), e avevano a disposizione dei letti miseri. Venivano pagati £2,50 a giornata per esibirsi dalle 8.30-9.30, 10.00-11.00, 11.30-12.30 e poi 1.00-2.00, con un bonus di £100 a settimana.
Sebbene le condizioni di soggiorno fossero pessime, i Beatles rimasero estasiati dall'aspetto della Reeperbahn e del Große Freiheit, pieno di cartelloni pubblicitari illuminati, ma anche gangster e prostitute.
I Beatles si esibivano quindi senza sosta nel club, davanti a una manciata di anziani e turisti, cosa che migliorò le loro prestazioni, l'Indra Club chiuse poi i battenti dopo vari reclami e i Beatles furono spostati nel vicino Kaiserkeller, dello stesso proprietario Bruno Komidscher.

### Kaiserkeller
La tabella di marcia era la stessa del club precedente: basso salario e stressante programma, ma per i Beatles fu molto utile. Loro erano ancora abituati ai semplici show ma il proprietario del club iniziò a movimentarli urlando spesso "Mach Schau!" (Fate uno Show!), portandoli a muoversi come gorilla e a battere la propria testa mentre ballavano in modo comico. Il pubblico, stavolta numerosi tedeschi, apprezzarono le loro esibizioni per la musicalità e perché il nome Beatles assomigliava al tedesco dialettico Piedel, modo infantile di riferirsi al pene.
Pete Best era il preferito dalla band, perché aveva una conoscenza abbastanza buona del tedesco e riusciva a conversare con lo staff e la clientela, e fu invitato a fare delle esibizioni da solo o insieme a McCartney ma smise presto.
Poco dopo, Williams invitò un'altra sua band ad Amburgo, Roy Storm and the Hurricanes, a cui ai tempi faceva parte Richard Starkey (il futuro Ringo Starr), iniziando una sorta di rivalità tra loro e i Beatles – a differenza loro venivano pagati di più, si esibivano per meno tempo alternandosi coi Beatles e si riposavano in un albergo vero e proprio.

#### I comportamenti controversi
Le due band avevano precedentemente scommesso su chi avrebbe rotto per prima il palcoscenico, così, con ogni esibizione iniziarono a sbatacchiarlo finché si distrusse creando un buco (il palcoscenico era sostenuto da delle colonne rialzate); il proprietario si infuriò e mandò degli uscieri a picchiarli tutti con un manganello.
I Beatles, e in particolare Lennon, facevano spesso partire risse e scontri; la band era protetta da Horst Fascher, ex pugile caduto in disgrazia. Lennon spesso urinava dalla finestra del suo appartamento e iniziava litigi con i clienti del locale, che lanciavano verso il palco anche delle birre. Infine molto spesso Lennon salutava l'audience con il saluto romano e il "Heil Hitler", mettendosi una sostanza nera sui baffi imitando quelli del dittatore.
Durante una delle performance, Lennon era assente. Fascher lo trovò in un bagno pubblico con una donna e decise di bagnare entrambi con l'acqua fredda, costringendolo poi ad esibirsi in quelle condizioni; egli decise di mostrarsi in mutande e con una tavoletta del water intorno al collo, in seguito circolando così per la Reeperbahn prima di essere fermato (Le foto raffiguranti Lennon in quelle condizioni non furono mai pubblicate per volere di Brian Epstein).
Anche gli altri Beatles avevano le loro performance: Sutcliffe molto spesso criticava ironicamente gli altri membri e loro facevano lo stesso; indossava dei classici Ray-Ban Wayfarer e a volte cantava girato dalla parte opposta contro il muro. Particolare era poi la canzone What'd I Say, che un giorno suonarono in continuo per i 90 minuti, con scenette dove alcuni membri lasciavano temporaneamente il palco per lavarsi.
Il gruppo stava complessivamente migliorando e venivano spesso osservati da altri grandi come Roy Storm, Ringo Starr e Tony Sheridan.
Il 15 ottobre 1960, Allan arrangiò una registrazione di prova all'Akustik Studio a cui parteciparono Lennon, McCartney ed Harrison ma non Best, che fu sostituito da Ringo Starr – questa fu quindi la prima apparizione di quella che diventerà poi la storica formazione della band, insieme registrarono Fever, September Song e Summertime, ma le registrazioni non furono preservate.

### Top Ten Clube ritorni a Liverpool
Una cinquantina di giorni dopo essere arrivati al Kaiserkeller, i Beatles decisero di abbandonarlo e trasferirsi al Top Ten Club, locale molto più grande a cui aspiravano di andare, il nuovo proprietario Hines gli avrebbe infatti offerto una paga più alta e un luogo per dormire; ruppero quindi il contratto col vecchio proprietario che però si vendicò segnalando il fatto che Harrison stesse lavorando da minorenne (che era fatto tenuto segreto tra loro), e fu quindi deportato a Liverpool.
Poco dopo Best e McCartney, andando a sgomberare il loro abitacolo presero un profilattico e lo accesero con un accendino per far luce, il proprietario colse l'occasione e li denunciò per aver provato ad appiccare un fuoco, furono quindi portati alla stazione di polizia ed espulsi. Il permesso di Lennon fu rimosso e tornò a casa in treno, Sutcliffe si era trattenuto con la sua nuova fidanzata, Astrid Kirchherr, ma poi tornò in aereo dopo essersi ammalato.
Tornati a Liverpool, iniziarono ad esibirsi nei vecchi locali come il Casbah Club e per la primissima volta al Cavern Club, accompagnati dal turnista Chas Newby.
Appena Harrison compì 18 anni, i Beatles tornarono al Top Ten Club di Amburgo l'anno dopo nel 1961, il proprietario pagò ogni danno pur di farli venire, così si stabilirono in un dormitorio piuttosto mediocre sopra il club e condivisero la stanza con Tony Sheridan.
Sutcliffe abbandonò ufficialmente il gruppo volendosi concentrare sugli studi e prestò il suo basso Höfner a McCartney, che ne comprerà poi uno suo, Lennon comprò una Rickenbacker 325 ed Harrison una Gibson. Inoltre i Beatles iniziarono a vestirsi da cowboy per le esibizioni, con giacche e pantaloni neri.

### Star-Club
Dopo un anno di assenza, nel 1962 i Beatles tornarono ancora ad Amburgo sotto consiglio del road manager Neil Aspinall, e scesi dall'aereo appresero della morte del loro ex-membro Stuart Sutcliffe. In seguito Best fu cacciato dal gruppo per vari motivi tecnici e ufficialmente sostituito da Ringo Starr.
Stavolta i Beatles alloggiarono nell'Hotel Germania dello Star-Club e avevano le proprie stanze, inoltre le esibizioni finali venivano spesso registrate e messe insieme, verranno poi pubblicate nel 1977 nell'album postumo Live! at the Star-Club in Hamburg, Germany; 1962.
Le canzoni tipicamente suonate erano:
- Sweet Little Sixteen, Lend Me Your Comb, Matchbox, Talkin' 'bout You, I'm Gonna Sit Right Down and Cry (Over You), Where Have You Been All My Life, Twist and Shout, Mr. Moonlight, To Know Him Is to Love Him, Ask Me Why (John Lennon)
- I Saw Her Standing There, The Hippy Hippy Shake, Your Feet's Too Big, Red Sails in the Sunset, Shimmy Shimmy, Long Tall Sally, I Remember You, A Taste of Honey, Bésame Mucho, Kansas City, Little Queenie, Falling in Love Again, Till There Was You (Paul McCartney)
- Roll Over Beethoven, Everybody's Trying to Be My Baby, Reminiscing, Nothin' Shakin' But the Leaves on a Tree, To Know Her Is to Love Her, Sheila (Geroge Harrison)
- Hallelujah I Love Her So, Be-Bop-A-Lula (Horst Fascher e Fred Fascher)[18]

### Gli ultimi giorni
I Beatles fino a quel momento avevano conosciuto solo donne di Liverpool, ma trovandosi ad Amburgo finirono spesso in contatto con danzatrici, spogliarelliste e prostitute, rimanendone molto confusi.
Gerry Mardsen racconta di quando visitò un hotel sulla Herbertstraße con Lennon:
(Gerry Marsden)
Ai Beatles veniva somministrato, insieme alla birra, il Preludin (Fendimetrazina), una pillola stimolante che li teneva svegli. Veniva normalmente servita dai camerieri e solitamente li faceva rimanere svegli anche tutta la notte. McCartney ne prendeva spesso 1 o 2, mentre Lennon fino a 4 o 5.

Dopo l'avventura allo Star-Club i Beatles tornarono definitivamente in Inghilterra, e non ritorneranno più ad Amburgo, se non per una singola tappa durante il loro Tour di Germania, Giappone e Filippine del 1966, ma rimarrà nell'immaginario collettivo della band per la sua evidente importanza.
(John Lennon)

## Pubblicazioni e successo
La prima registrazione ad essere pubblicata con i Beatles fu My Bonnie, un album di Tony Sheridan prodotto da Bert Kaempfert, registrato ad Harburg. Fu pubblicato il 31 ottobre 1961 in Germania (Mein Herz ist bei dir nur) dove i Beatles vennero segnati come "The Beat Brothers", uscirà anche in Inghilterra il 5 gennaio 1962 e arriverà in America sotto vari bootleg.
Sutcliffe aveva dato una cassetta dell'album ad Harrison, che l'aveva prestata a Bob Wooler, disk jockey del Cavern Club, ed egli iniziò a riprodurla nel locale. Un giorno attirò l'attenzione di Brian Epstein, che incuriosito iniziò a cercare informazioni sul gruppo e ne divenne il manager dopo averli trovati.
Questo evento è convenzionalmente considerato come l'inizio del loro debutto: Epstein li porterà a un'audizione alla Decca, inizieranno a pubblicare nuova musica e romperanno i record musicali non solo inglesi ma anche americani, provocando un'ondata di isteria collettiva (Beatlemania), segnando gli anni '60 con la loro musica, stile e i loro concerti in tutto il mondo, popolarità che rimarrà anche dopo il loro scioglimento.

## Collaboratori
Tra i primi fan dei Beatles troviamo Astrid Kirchherr, Klaus Voormann e Jürgen Vollmer, che divennero fan assidui perché trovavano la loro musica qualcosa di nuovo che non avevano mai sentito.
Kirchherr era una fotografa, e infatti fotografava i Beatles molto spesso, gran parte delle foto non vennero mai pubblicate, ella era inoltre la fidanzata di Stuart Sutcliffe prima della sua morte. Viene inoltre accreditata con l'aver inventato il caratteristico taglio di capelli beatlesiano, ma non è esattamente chiaro.
Voorman d'altro canto collaborerà coi Beatles disegnando la copertina di Revolver e diventerà un membro della Plastic Ono Band. Vollmer, invece, era un amico intimo della band.